# Плавты
Пла́вты (лат. Naucoridae) — семейство полужесткокрылых из подотряда клопов.

## Описание
Клопы с удлинённо-овальным телом длиной от 2 до 15 мм. Окраска тёмно-бурая или оливково-бурая. Усики состоят из 4 члеников. Средние, а особенно задние ноги вёслообразные, снабжены густыми плавательными волосками.

## Экология
Эти клопы — хищники. Населяют водоёмы, но зиму проводят на суше. Укус болезнен.

## Распространение
Встречаются всесветно. Максимальное разнообразие отмечено в тропических широтах.

## Палеонтология
Наиболее древние находки плавтов зафиксированы в отложениях верхнего триаса на Украине и в Средней Азии.

## Классификация
В мировой фауне около 325 видов из 36 родов. Семейство разделяют на пять подсемейств.
- Cheirochelinae Montandon, 1897
- Cryphocricinae Montandon, 1897
- Laccocorinae Stål, 1876
- Limnocorinae Stål, 1876
- Naucorinae Leach, 1815